# Grimsay
Grimsay (Schots Gaelic: Griomasaigh) is een Brits eiland, hetwelk onderdeel uitmaakt van de Buiten-Hebriden. Het eiland ligt tussen North Uist en Benbecula en is met beide eilanden verbonden door middel van de North Ford Causeway, die het eiland net aantipt.
De belangrijkste nederzettingen zijn Baymore (Bàgh Mòr) en Kallin (Ceallan) op het oostelijk deel van het eiland. In Baymore is een scheepswerf van de Royal Navy. Op het eiland is nog een zogenaamd Wielhuis uit de IJzertijd aanwezig. Er wonen slechts circa 200 mensen op het eiland.

## Afbeeldingen

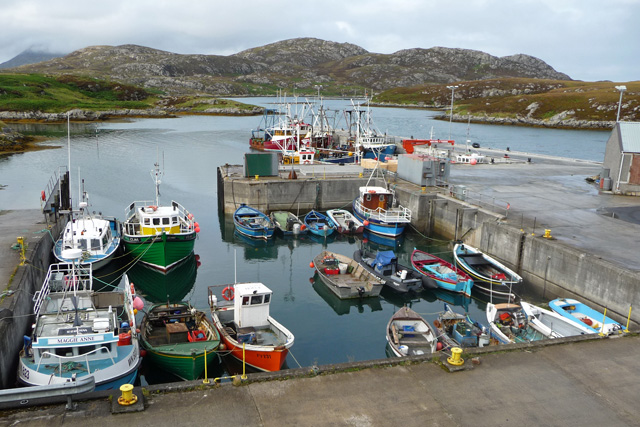
De vissershaven op het eiland
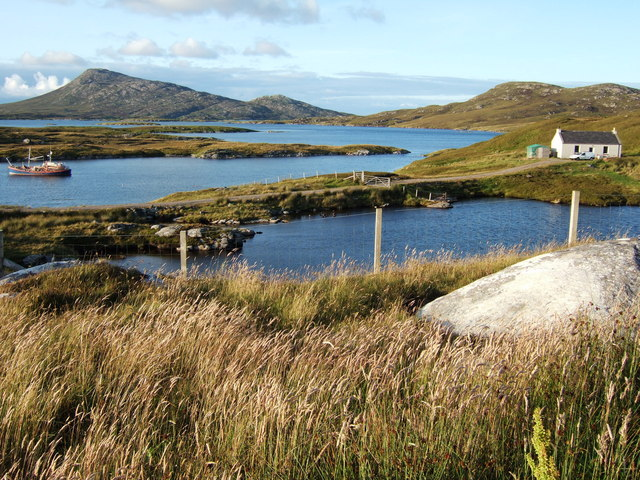
Landschap op het eiland
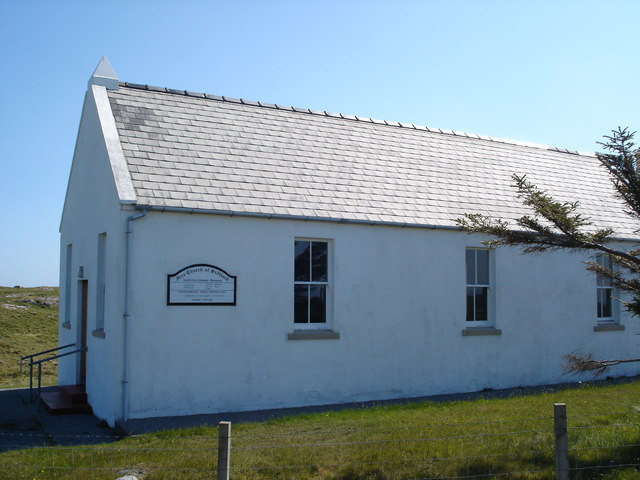
Free Church of Scotland op Grimsay